# Антуанетте де Йонг
Антуанетте де Йонг (нід. Antoinette de Jong) — нідерландська ковзанярка, олімпійська медалістка, дворазова чемпіонка світу, призерка чемпіонатів світу та Європи. 
Бронзову олімпійську медаль де Йонг виборола на Пхьончханській олімпіаді 2018 року на дистанції 3000 метрів. 

## Особисті рекорди
Перелік особистих рекордів станом на лютий 2018.
- 500 м — 39.38 (25 листопада 2017, Калгарі)
- 1000 м — 1:15.68 (2 листопада 2013, Калгарі)
- 1500 м — 1:54.51 (21 листопада, Солт-Лейк-Сіті)
- 3000 м — 3:57.58 (1 грудня, Калгарі)
- 5000 м — 6:56.45 (20 листопада 2015, Солт-Лейк-Сіті)

## Виноски
1. ↑  Antoinette de Jong. speedskatingresults.com. Архів оригіналу за 12 січня 2018. Процитовано 12 січня 2018.